# Pietro Strobino
Pietro Strobino (* 3. Januar 1856 in Mosso Santa Maria, Italien; † 1. Oktober 1896) war ein italienischer römisch-katholischer Geistlicher und Bischof.
Papst Leo XIII. ernannte Strobino am 19. Juni 1891 zum Titularbischof von Pompeiopolis in Cilicia und Koadjutor-Apostolischen Vikar vom Kap der guten Hoffnung, Eastern District. Am 1. November 1891 spendete ihm James David Ricards, Apostolischer Vikar vom Kap der guten Hoffnung, Eastern District, in Port Elizabeth die Bischofsweihe. Mitkonsekratoren waren John Rooney, Koadjutor-Apostolischer Vikar vom Kap der guten Hoffnung, Western District, und Anthony Gaughren OMI, Apostolischer Vikar von Kimberley in Orange. Am 30. November 1893 starb James David Ricards und Strobino folgte als Apostolischer Vikar nach.